# Laotischer Bürgerkrieg
Der Laotische Bürgerkrieg (laotisch ສົງຄາມກາງເມືອງລາວ songkham kang müang lao) war eine kriegerische Auseinandersetzung innerhalb von Laos in den Jahren 1953–1975 zwischen der prokommunistischen Bewegung Pathet Lao und den Truppen der Regierung des Königreichs Laos. Letztere waren zeitweise in rivalisierende Flügel geteilt, die sich auch gegenseitig bekämpften. 
Der Krieg fand vor dem Hintergrund des Vietnamkriegs statt und wird mit diesem sowie dem Kambodschanischen Bürgerkrieg zum Zweiten Indochinakrieg zusammengefasst. Auf Seiten der Pathet Lao intervenierten die Truppen Nordvietnams, auf denen der königlichen Regierung und Armee zeitweise Thailand, die Vereinigten Staaten (zunächst mit Geld und Militärberatern, später auch direkt militärisch) sowie Südvietnam.
Da die USA ihre Beteiligung an dem Krieg anders als beim Vietnamkrieg recht erfolgreich vor der eigenen Bevölkerung und der Weltöffentlichkeit geheim halten konnten und er viel weniger internationale Aufmerksamkeit auf sich zog als jener, wird er auch als der „Geheime“ oder der „Vergessene Krieg“ bezeichnet. Der laotische Bürgerkrieg gehört zu den Stellvertreterkriegen in der Zeit des Kalten Krieges zwischen den Blöcken der USA und der Sowjetunion. Er endete mit dem Sieg von Pathet Lao 1975 und der Gründung der Demokratischen Volksrepublik Laos.

## Ende des Ersten Indochinakriegs in Laos (1953–54)
Der erste Abschnitt des laotischen Bürgerkriegs ist eigentlich die Endphase des Ersten Indochinakriegs in Laos. In diesem hatte die nationale Befreiungsbewegung Lao Issara, so wie die Việt Minh in Vietnam und die Khmer Issarak in Kambodscha, seit 1946 gegen die französische Kolonialmacht gekämpft. Als Frankreich das Königreich Laos 1953 endlich in die Unabhängigkeit entließ, erkannten die Pathet Lao, die aus dem radikalen und prokommunistischen Flügel der Lao Issara hervorgegangen waren, die royalistische Regierung nicht an und setzten den Kampf gegen diese fort. 
Der Konflikt endete vorerst infolge der Genfer Indochinakonferenz von 1954. Anders als Vietnam wurde Laos nicht geteilt, die Pathet Lao bekamen aber zwei nördliche Provinzen als „Einflussgebiet“ zugesprochen. Sie sollten dann wieder in den Staatsverband integriert werden, wenn die Laotische Patriotische Front (der politische Flügel von Pathet Lao) an einer nationalen Koalitionsregierung beteiligt würde.

## Erster Laotischer Bürgerkrieg (1958–61)
Nach Wahlen wurde im Jahr 1958 tatsächlich eine nationale Koalitionsregierung mit Beteiligung der Pathet Lao unter dem neutralistischen Prinzen Souvanna Phouma gebildet. Sie zerbrach jedoch bereits im August desselben Jahres, als Souvanna Phouma unter Druck aus den USA gestürzt wurde. Es brachen Kämpfe zwischen den im Norden basierten Pathet Lao mit ihren nordvietnamesischen Unterstützern und den Truppen der Regierung des Königreichs aus, die im Juli 1959 zum Krieg eskalierten. Dieser wird auch als Erster Laotischer Bürgerkrieg bezeichnet. Dessen erste Phase endete am 9. August 1960 mit dem Putsch des neutralistischen Fallschirmjäger-Hauptmanns Kong Le gegen die Regierung in Vientiane. Unter seiner Führung schloss die Regierung Frieden mit den Pathet Lao.
Rechte Kräfte unter Fürst Boun Oum und General Phoumi Nosavan richteten jedoch im südlaotischen Savannakhet eine Gegenregierung ein. Sie hatten die Mehrheit der königlich-laotischen Streitkräfte hinter sich und wurden von den USA mit Geldzahlungen und Militärberatern sowie von thailändischen Truppen unterstützt. Der damalige thailändische Ministerpräsident Sarit Thanarat war Phoumis Cousin. Da die USA zum damaligen Zeitpunkt nicht mit Bodentruppen intervenieren wollten, hob die CIA eine sogenannte Geheimarmee aus, die vorwiegend aus Kämpfern der Volksgruppe der Hmong bestand und mit einer Guerillataktik kämpfte. Sie wurde von General Vang Pao geführt und war im Norden des Landes aktiv, wo sie gegen die Pathet Lao kämpfte. Der Erste Laotische Bürgerkrieg endete durch internationale Vermittlung auf der Genfer Laos-Konferenz am 16. Juni 1961. Ein Jahr darauf wurde wieder eine nationale Koalitionsregierung aus Konservativen, Neutralisten und Pathet Lao unter Prinz Souvanna Phouma gebildet.

## Zweiter Laotischer Bürgerkrieg (1963–73)
Pathet Lao, Rechte und Neutralisten rangen auch anschließend weiter um die Macht im Staat. Befeuert wurde der Konflikt durch die Eskalation des Kriegs im Nachbarland Vietnam. Die USA versuchten weiter durch Unterstützung der Hmong-Rebellen im Norden die Pathet Lao zu schwächen, weil sie die Regierungsbeteiligung der Kommunisten im Rahmen ihrer Containment-Politik nicht hinnehmen wollten. Außerdem verlief der sogenannte Ho-Chi-Minh-Pfad, auf dem die nordvietnamesischen Kommunisten ihre Unterstützungslieferungen zu den Vietcong Südvietnams transportierten und den die USA unterbrechen wollten, über laotisches Gebiet.
März 1963 brachen offene Kämpfe zwischen Pathet Lao und den Einheiten Kong Les aus. Vermutlich wollten die Kommunisten ihr Einflussgebiet in das von den Neutralisten kontrollierte Zentrallaos ausdehnen. Die Einheiten des rechten Flügels der laotischen Armee kamen ihrem Rivalen Kong Le nicht zur Hilfe. Teile der neutralistischen Truppen liefen außerdem zu den Pathet Lao über, sodass jene weitgehend aufgerieben wurden. Im April 1964 kam es dann innerhalb der in die Zentralregion vorgerückten Rechten zu Kämpfen verschiedener Offiziere untereinander um die Kontrolle der Hauptstadt Vientiane. Die Konservativen wurden dadurch nachhaltig geschwächt.

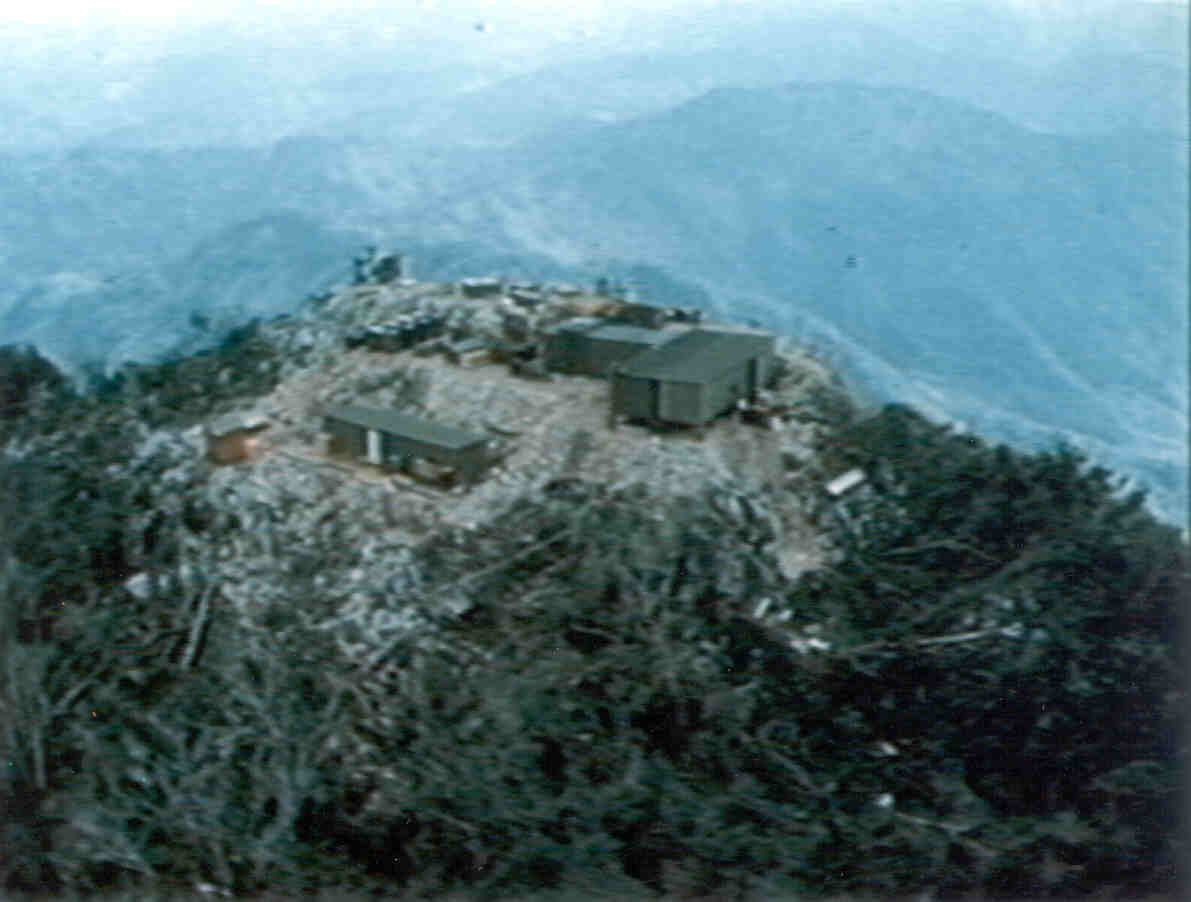
Lima Site 85

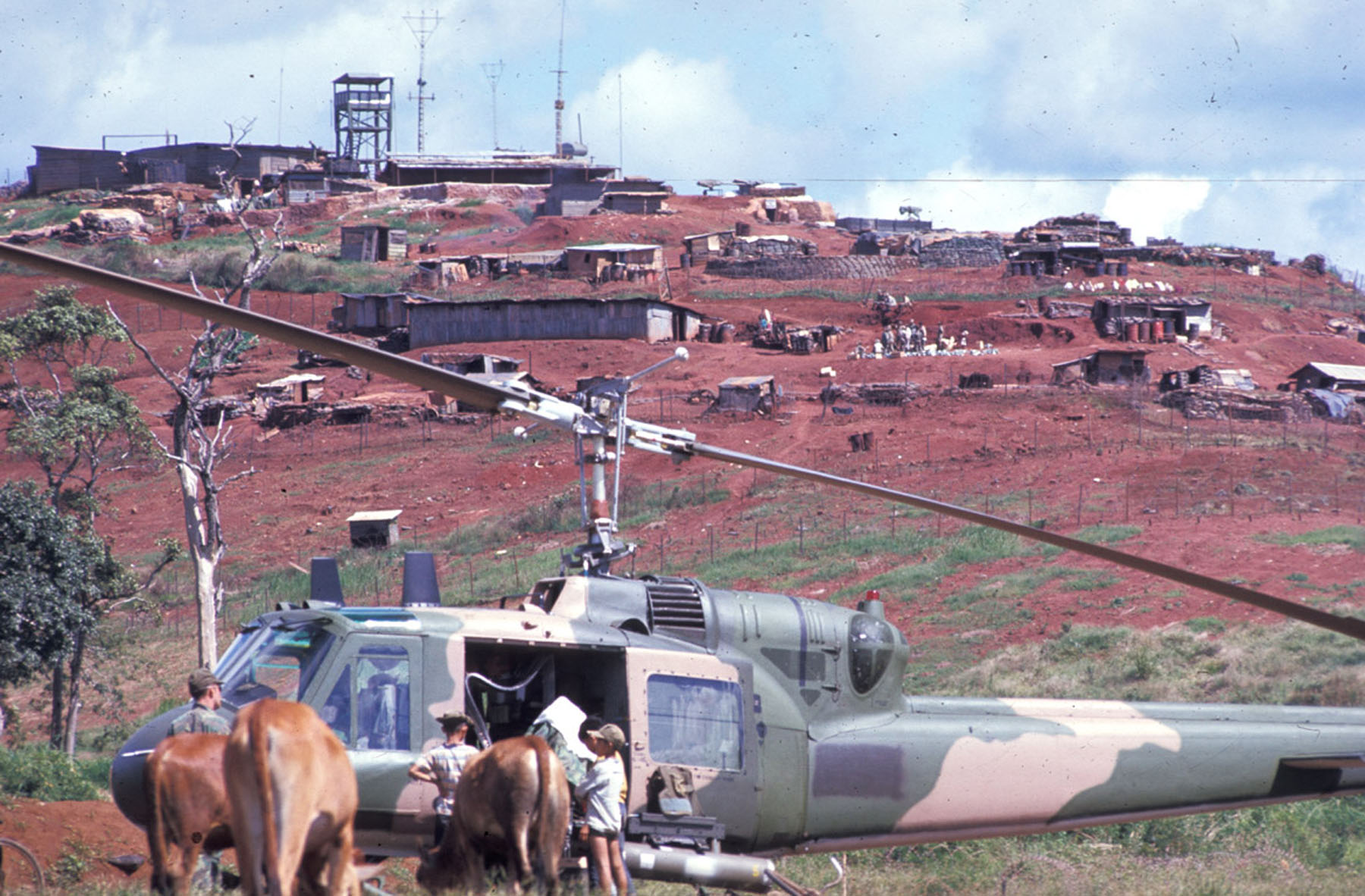
Hubschrauber des „Pony Express“, der Nachschub zu den hinter feindlichen Linien kämpfenden Hmong-Guerilla brachte, vor einer Basis der „Secret Army“ in Laos

Im Mai 1964 griffen die USA und Südvietnam dann aktiv in den Krieg ein. Der ursprüngliche innerlaotische Konflikt trat immer mehr gegenüber dem zwischen den Parteien des Vietnamkriegs in den Hintergrund. Bis 1973 flog die amerikanische Luftwaffe Bombenangriffe auf die von den Kommunisten kontrollierten Gebiete (Operation „Barrel Roll“). Dabei wurde im Durchschnitt alle acht Minuten rund um die Uhr die Ladung einer Boeing B-52, insgesamt 260 Millionen Bomben, über Laos, insbesondere über der Provinz Xieng Khouang, in der die Ebene der Steinkrüge liegt, abgeworfen. Über dieser gingen dreimal so viele Bomben nieder wie über ganz Japan während des Zweiten Weltkriegs, sie ist damit dem Historiker Alfred W. McCoy zufolge das meistbombardierte Gebiet der Welt. Da knapp ein Drittel davon nicht sofort explodierte, stellten Blindgänger noch lange Zeit nach dem Ende des Krieges ein großes Problem in Laos dar.
Im März 1968 konnten die nordvietnamesischen Truppen einen entscheidenden Sieg in der Schlacht am Phou Pha Thi, auf dem sich die amerikanische Geheimbasis „Lima Site 85“ befand, erringen. Angesichts massiver Verluste der Hmong-Rebellen seiner „Geheimarmee“ gegenüber den überlegenen nordvietnamesischen Streitkräften zwangsrekrutierte Vang Pao zunehmend Kindersoldaten, ein großer Teil war erst 13 oder 14 Jahre alt. Er finanzierte seine Einsätze durch den Handel mit Heroin, was von der CIA gebilligt, zum Teil sogar durch die Tarnfluggesellschaft Air America aktiv unterstützt wurde.
Die nordvietnamesische Volksarmee brachte immer mehr Truppen nach Laos, die Einheiten der laotischen Regierung waren auf dem Rückzug. Die südvietnamesische Operation Lam Son 719, die im Februar 1971 den Ho-Chi-Minh-Pfad im südostlaotischen Grenzgebiet zerstören sollte, scheiterte. Während der „Osteroffensive“ der Kommunisten in Südvietnam konzentrierten die Amerikaner ihre Aufmerksamkeit zunehmend dort und verringerten die Intensität ihrer Angriffe auf Laos. Infolge des Vertrags von Paris vom 27. Januar 1973 zogen sie sich endgültig zurück. Am 22. Februar 1973 trat ein tags zuvor unterzeichnetes Waffenstillstandsabkommen zwischen der laotischen Regierung und Pathet Lao in Kraft. Im April 1974 wurden die Kommunisten erneut in eine Koalitionsregierung aufgenommen. Am 2. Dezember 1975 übernahmen sie schließlich auf unblutige Weise die Macht und riefen die Demokratische Volksrepublik Laos aus.

## Folgen
Nach der Machtübernahme der Kommunisten nahm ein Teil der Hmong-Rebellen den Kampf wieder auf. Sie wurden nun als Verräter und „Lakaien“ der Amerikaner verfolgt, wobei die Regierung und ihre vietnamesischen Verbündeten nicht immer zwischen bewaffneten Rebellen und Hmong-Zivilisten unterschieden. Hierbei spielte auch der beginnende Konflikt zwischen Vietnam und China eine Rolle. Den Hmong wurde nicht nur vorgeworfen, auf Seiten der Amerikaner gekämpft zu haben, sondern nun auch von China unterstützt zu werden. In diesem Konflikt starben über 40.000 Menschen. Insgesamt flohen bis zu 300.000 Menschen aus Laos in das benachbarte Thailand, darunter allerdings nicht nur Hmong, sondern auch andere Laoten, die nicht unter der Regierung der Pathet Lao leben wollten.
König Savang Vatthana verschwand nach seiner Abdankung. Er starb vermutlich, wie seine Königin und der Kronprinz, in einem der Arbeitslager der Kommunisten. Andere Vertreter des antikommunistischen Lagers, wie Boun Oum, flohen ins Ausland, wenn sie dort nicht schon, wie Kong Le und Phoumi Nosavan, waren. Der „rote Prinz“ Souphanouvong wurde dagegen Staatspräsident der Demokratischen Volksrepublik. Souvanna Phouma konnte als sein Berater ebenfalls im Land bleiben.

## Weiterführende Literatur
- William J. Rust: Before the Quagmire: American Intervention in Laos, 1954–1961. University Press of Kentucky, Lexington 2012, ISBN 978-0-8131-3578-6.
- Mervyn Brown: War in Shangri-La. A Memoir of Civil War in Laos. Radcliffe Press, London u. a. 2001, ISBN 1-86064-735-9.
- Kenneth Conboy, James Morrison: Shadow War. The CIA's Secret War in Laos. Paladin Press, Boulder CO 1995, ISBN 0-87364-825-0.
- Martin Stuart-Fox: A History of Laos. Cambridge University Press, Cambridge u. a. 1997, ISBN 0-521-59746-3.